# インディペンデント・ワールド・世界ヘビー級王座
インディペンデントワールド世界ヘビー級王座（インディペンデントワールドせかいヘビーきゅうおうざ）は、FMWが管理、認定していた王座。

## 歴史
FMWの創成期から存在したWWA世界ブラスナックル王座の流れを汲む王座。
1996年、引退してプロレスとは一線を画す姿勢をみせていた大仁田厚が一転してプロレス界に接近を試みていた際、私製のチャンピオンベルトをFMWに寄贈。当初、チャンピオンベルトは去年行われた世界ブラスナックル王者の大仁田による防衛戦及び引退試合で使用を想定して調達したが使わずに終わった。そこで使わずじまいのチャンピオンベルトを活用する目的で創設。8月1日、FMWレールシティ汐留大会で行われた初代王座決定トーナメントに優勝したW★ING金村が初代王者になった。12月11日、FMW駒沢オリンピック公園体育館大会で王者の金村、世界ブラスナックル王者のザ・グラジエーターによる王座統一戦が行われて勝利したグラジエーターが二冠王者になった。以降はFMW二冠統一王座として2つの王座の防衛戦が同時に行われている。
1999年5月18日、王者の冬木弘道が肩の怪我で返上により、FMW二冠統一王座は解体された。
2000年、封印。

## 歴代王者

### インディペンデントワールド世界ヘビー級王座
| 歴代 | 選手      | 戴冠回数 | 獲得日付     | 獲得場所 （対戦相手・その他） |
| ---- | --------- | -------- | ------------ | ----------------------------- |
| 初代 | W★ING金村 | 1        | 1996年8月1日 | レールシティ汐留 田中正人     |

### FMW二冠統一王座
| 歴代  | 選手               | 戴冠回数 | 獲得日付       | 獲得場所 （対戦相手・その他）    |
| ----- | ------------------ | -------- | -------------- | -------------------------------- |
| 第2代 | ザ・グラジエーター | 1        | 1996年12月11日 | 駒沢オリンピック公園体育館       |
| 第3代 | 田中将斗           | 1        | 1997年9月28日  | 川崎球場                         |
| 第4代 | ミスター雁之助     | 1        | 1998年1月6日   | 後楽園ホール                     |
| 第5代 | ハヤブサ           | 1        | 1998年4月30日  | 横浜文化体育館                   |
| 第6代 | 冬木弘道           | 1        | 1998年11月20日 | 横浜文化体育館 1999年5月18日返上 |

### インディペンデントワールド世界ヘビー級王座
| 歴代  | 選手           | 戴冠回数 | 獲得日付      | 獲得場所 （対戦相手・その他） |
| ----- | -------------- | -------- | ------------- | ----------------------------- |
| 第7代 | ミスター雁之助 | 2        | 1999年5月18日 | 日本 FMWが王者に認定          |
| 第8代 | 田中将斗       | 2        | 1999年8月20日 | 後楽園ホール 2000年封印       |